# Abies holophylla
Abies holophylla (ялиця маньчжурська, кит.: 杉松) — вид ялиць родини соснових. Етимологія: дав.-гр. ὅλος — «весь», грец. φύλλο — «лист».

## Поширення, екологія
Країна поширення: Китай (Хейлунцзян, Цзілінь); Корейська Народно-Демократична Республіка; Республіка Корея; Російська Федерація (Приморьє). Вертикальний діапазон поширення становить від 10 м до 1200 м над рівнем моря на півночі, й 500-1500 м на півдні ареалу. Росте на літозолях гранітного походження. Клімат холодний, з вологим літом і посушливими зимами з тривалими періодами снігу. При більш високих висотах або на північному сході ареалу утворює чисті поселення, частіше росте в змішані хвойних лісах з Pinus koraiensis, особливо в прибережних горах недалеко від Японського моря. В інших областях є складовою частиною північних хвойно-широколистих лісів, з Abies nephrolepis, Picea, Larix gmelinii (var. olgensis) і широколистих дерев, таких як Populus, Quercus mongolica, Fraxinus mandshurica, Ulmus, Betula ermanii.

## Морфологія
Вузько конічна дерево 25–40 м заввишки й 1.2–5 м в обхваті, з горизонтальними гілками. Кора лущиться, сіра або сірувато-коричнева, стає дрібно тріщинувата. Бруньки загострені, рожево-коричневі, вільні від листя, злегка смолисті, 1,2–1,8 мм в діаметрі. Листки зверху яскраво-зелені, сірувато-зелені або сіруваті знизу; 2–4 см довжиною і 2 мм шириною. 
Чоловічі стробіли блідо-жовті з рожевим відтінком. Жіночі шишки циліндричні, смолисті, вершина округлена, колір синьо-жовто-зелений, то яскраво-жовто-коричнево-сірий, 12–14 см в довжину і 4–5 см в ширину. Насіння зеленувато-жовте, 8–9 мм, з довгими, майже чотирикутними, 1,5 см крилами. Насіння звільняється коли шишки розпадаються в жовтні.

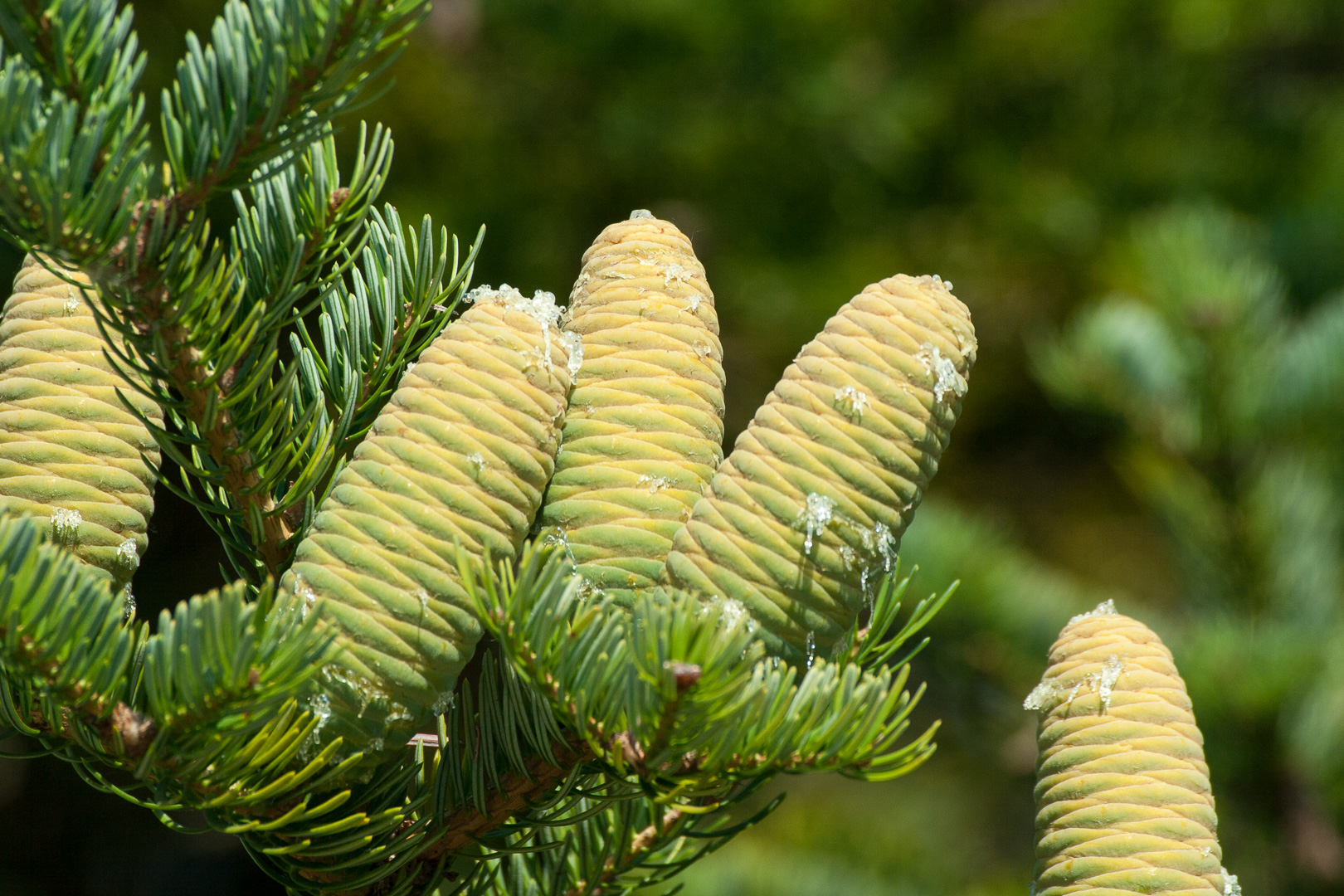
Молоді шишки
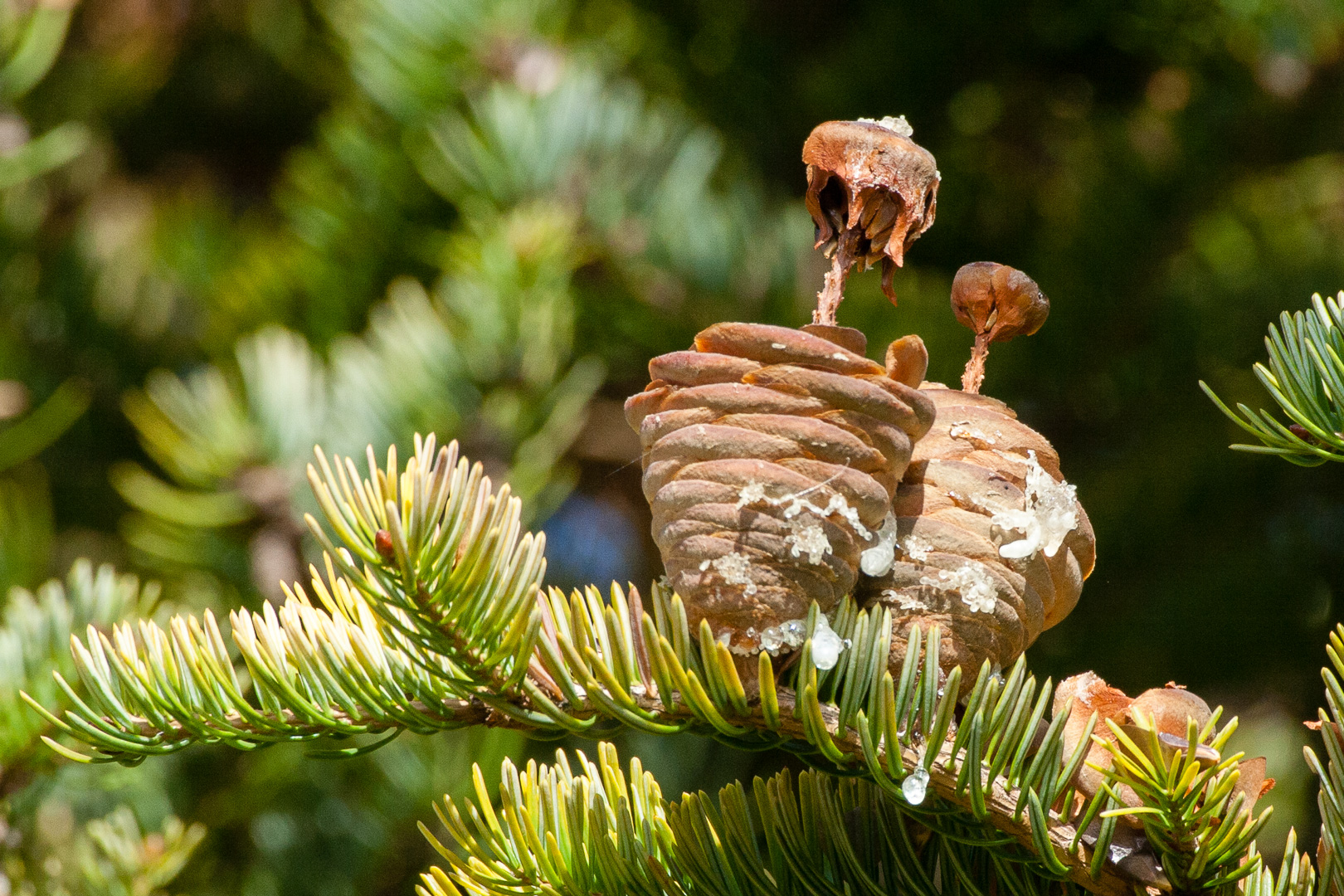
Зрілі шишки
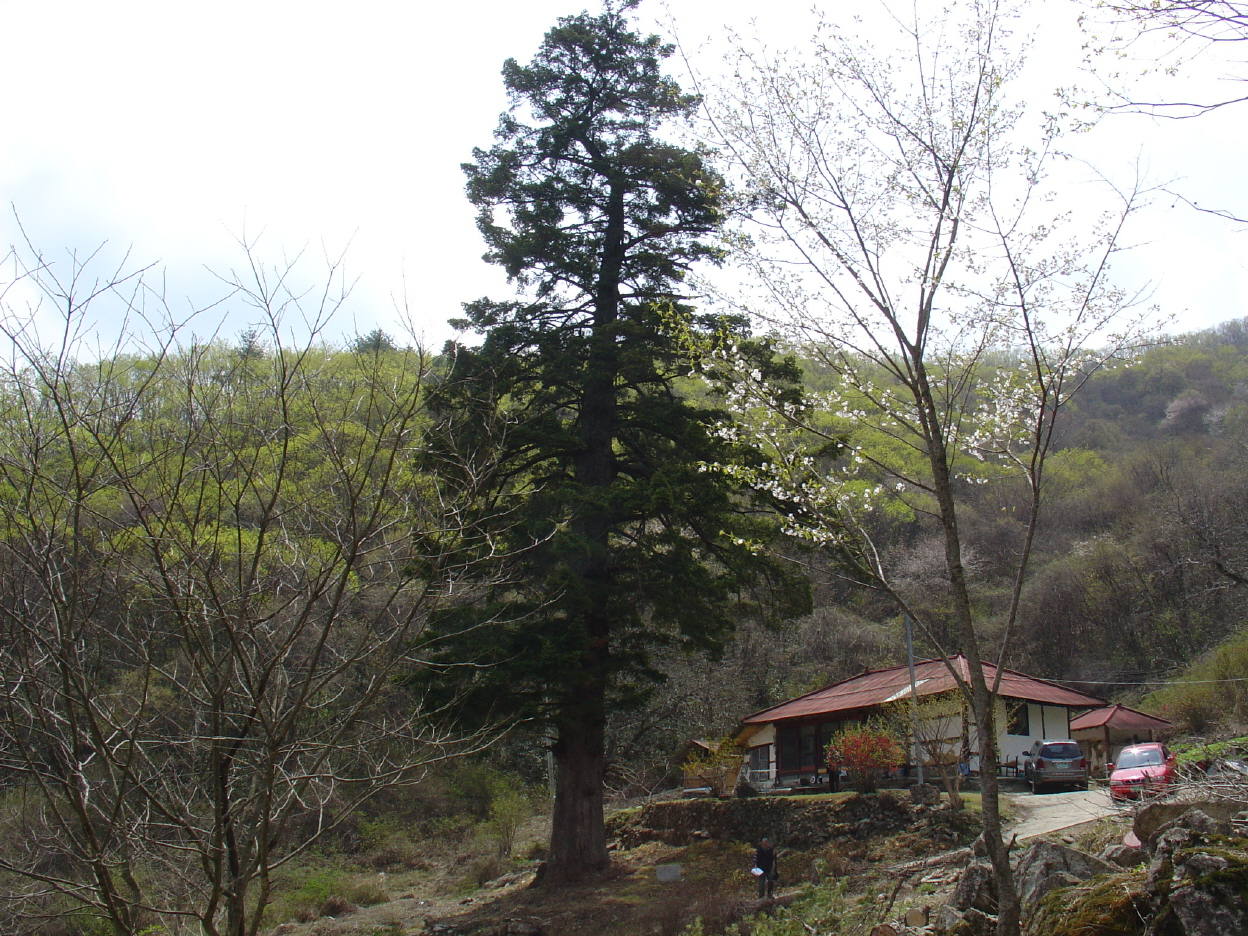
Дерево
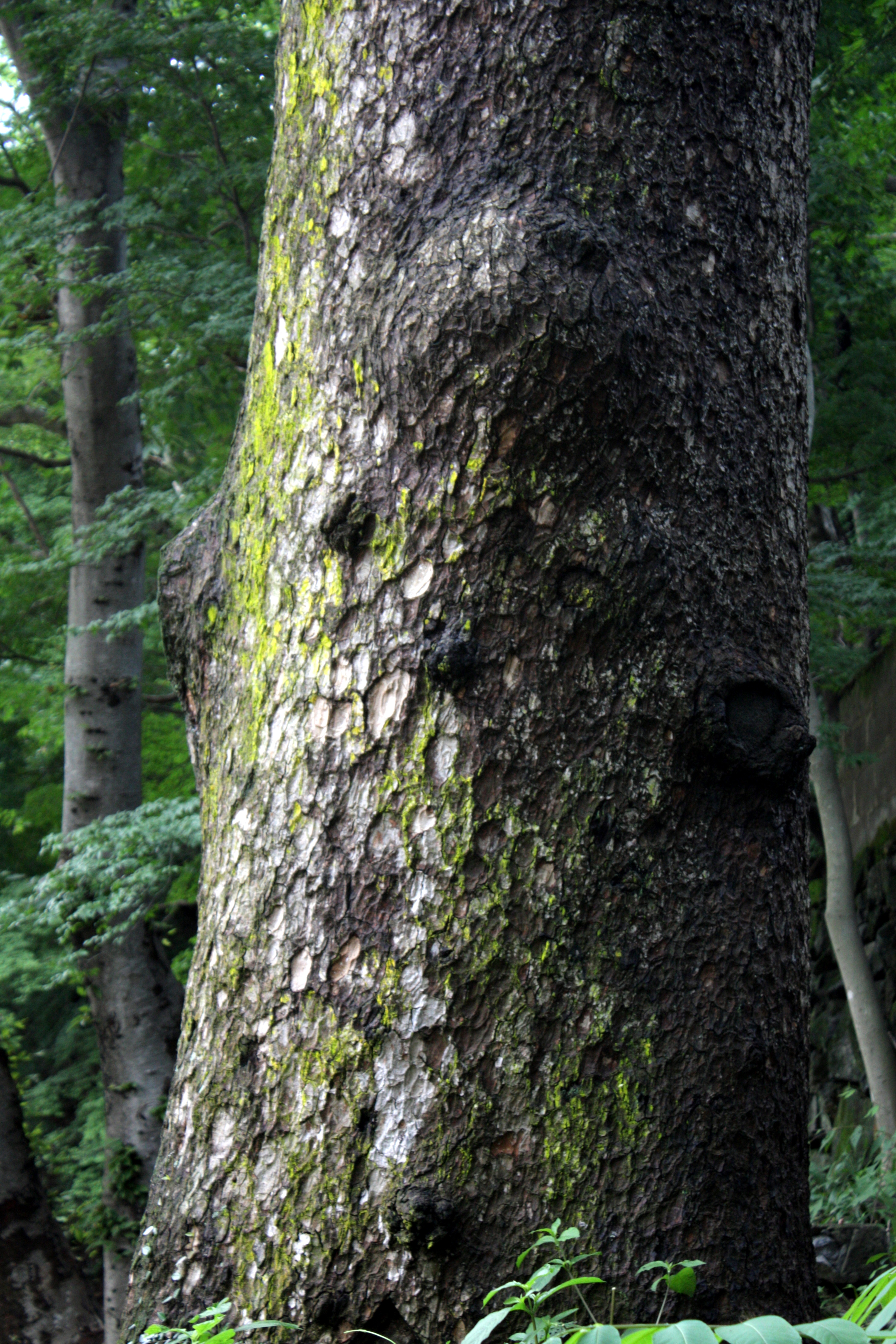
Стовбур

## Використання
Є цінним джерелом деревини у своєму рідному районі й експлуатується в основному в керованих лісах в більшості країн регіону. Більшість деревини сьогодні використовується для фанери і шпону, так як деревина рівномірно зерниста, світла і легка в обробці. Незначно вид використовується для виготовлення дек музичних інструментів, коробок й іноді для столярних виробів. У Європі ця ялиця була введена близько 1905, але, хоча вона абсолютно витривала і декоративна, залишається рідкістю, в основному в дендраріях і ботанічних садах прохолодних регіонах північної півкулі.

## Загрози та охорона
Втрата середовища існування через великі лісозаготівлі, здавалося б, є найбільшою загрозою, особливо коли ліси піддаються повторному спалюванню після вирубки. Частина ареалу цього виду знаходиться в межах охоронних територій, але більша частина знаходиться поза такими.